# فريدريش فرديناند شنيتزر
كان فريدريش فرديناند شنيتزر مهندسًا معماريًا وبانيًا بارزًا وكان المهندس المعماري الرئيسي للعديد من الهياكل المدرجة في السجل الوطني للأماكن التاريخية، بما في ذلك إصلاحية ولاية أوهايو في مانسفيلد، أوهايو. وضع شنيتزر رسومات أصلية لتصميم المبنى ليشبه القلاع البافارية التي يتذكرها من شبابه في كمبتن، بافاريا.
عاش في ولاية ديلاوير، أوهايو ثم مانسفيلد، أوهايو. أصبح عمله شنيتزر وابنه عندما انضم إليه أحد أبنائه. كما سُمي والده وأحد أبنائه فريدريك شنيتزر.
حلت مستشفى مقاطعة ريتشلاند محل المبنى السابق الذي احترق في عام 1878.

قدم عطاءات لمشاريع البناء في مدينة بليموث.

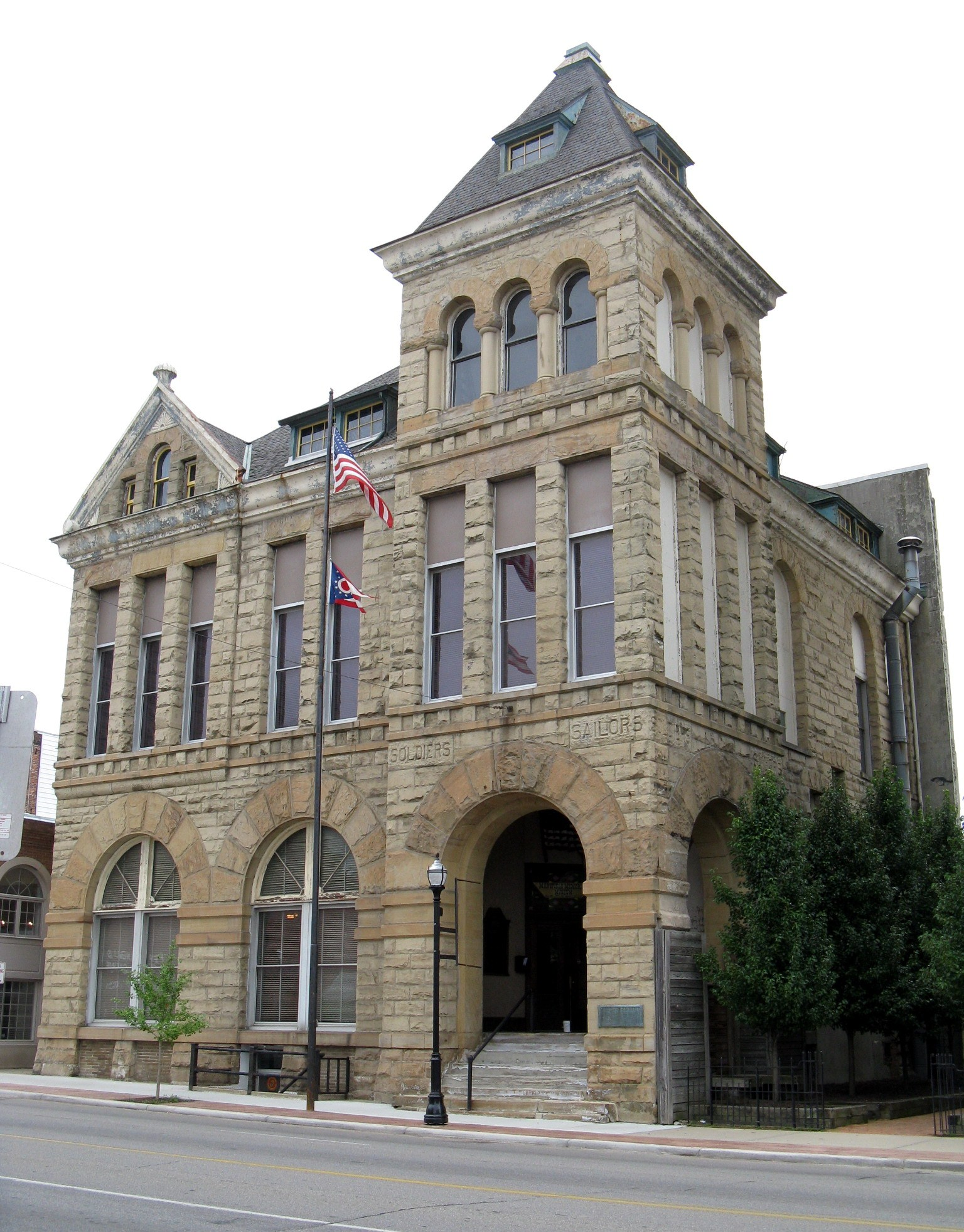
نصب الجنود والبحارة

## عمل
- مستشفى مقاطعة ريتشلاند، 3220 طريق مانسفيلد-أوليفيسبورغ في مانسفيلد، أوهايو
- قاعة مدينة ديلاوير في ولاية ديلاوير، أوهايو (1873)[3][4]
- مستشفى مقاطعة ريتشلاند، المعروف أيضا باسم مقاطعة ريتشلاند الرئيسية (NRHP المدرجة)[5] يعرف الآن باسم أيام سبرينغ
- نصب تذكاري للجنود والبحارة (مانسفيلد، أوهايو) (1888) في 34 بارك أفنيو ويست في مانسفيلد. NRHP المدرجة. الآن متحف. (منشئ؟ ويبدو أن الفضل في ذلك لجون ايبرهارد ولكن للعمل في وقت لاحق؟ ومسرح ماديسون المرفقة لأوسكار كوب)
- نصب الجنود والبحارة (كليفلاند)، المهندس المعماري المشرف، الذي صممه ليفي سكوفيلد
- إصلاح ولاية أوهايو (بني 1886-1910)،المعروف أيضا باسم إصلاحية مانسفيلد. كان شنيتزر يشرف على المهندس المعماري، وتم العثور على اسمه في الوثائق الواردة في حجر الأساس الذي يؤكد أنه مهندس معماري. تم تقديم شنيتزر إلى محبرة مزدوجة فضية من حاكم الولاية في حفل فخم لتشكره على خدماته.